# Großer Preis von Belgien 2013
Der Große Preis von Belgien 2013 (offiziell 2013 Formula 1 Shell Belgian Grand Prix) fand am 25. August auf dem Circuit de Spa-Francorchamps in Spa statt und war das elfte Rennen der Formel-1-Weltmeisterschaft 2013.

## Berichte

### Hintergrund
Nach dem Großen Preis von Ungarn führte Sebastian Vettel in der Fahrerwertung mit 38 Punkten vor Kimi Räikkönen und mit 39 Punkten vor Fernando Alonso. In der Konstrukteurswertung führte Red Bull-Renault mit 69 Punkten vor Mercedes und mit 83 Punkten vor Ferrari.
Beim Großen Preis von Belgien stellte Pirelli den Fahrern die Reifenmischungen P Zero Hard (orange) und P Zero Medium (weiß) sowie für Nässe Cinturato Intermediates (grün) und Cinturato Full-Wets (blau) zur Verfügung.
Mit Räikkönen (viermal), Felipe Massa, Lewis Hamilton, Vettel und Jenson Button (jeweils einmal) traten fünf ehemalige Sieger zu diesem Grand Prix an.
Als Rennkommissare fungierten Yves Bacquelaine (BEL), Lars Österlind (SWE), Farhan Vohra (IND) und Derek Warwick (GBR).

### Training

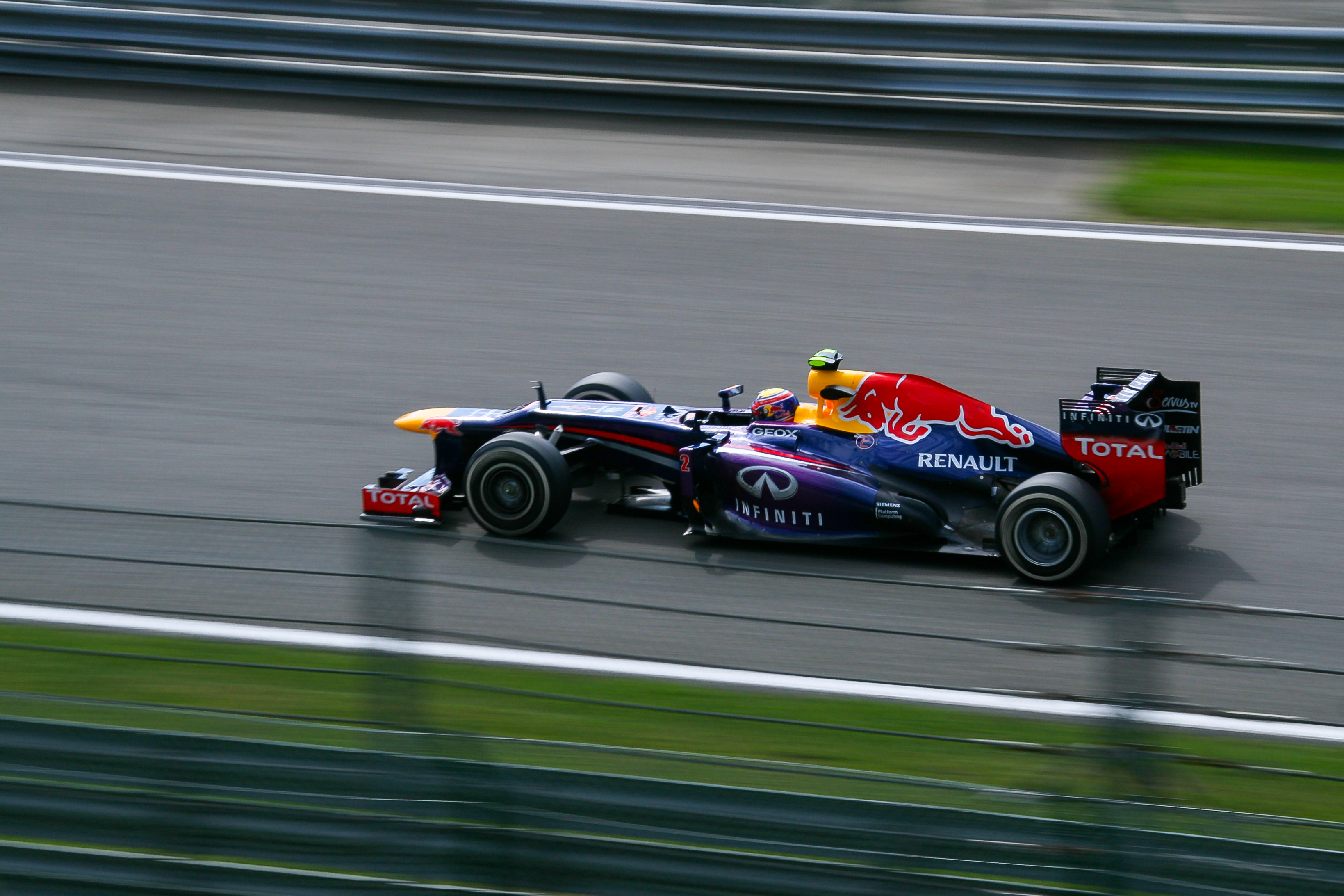
Mark Webber im zweiten freien Training

Das erste freie Training fand unter regnerischen Bedingungen statt. Nachdem die Fahrer auf Intermediates begonnen hatten, war in der Trainingsmitte ein Wechsel auf Trockenreifen möglich. Alonso war der schnellste Fahrer vor Paul di Resta und Adrian Sutil. Heikki Kovalainen übernahm in diesem Training den Caterham von Charles Pic.
Im zweiten freien Training erzielte Vettel unter trockenen Bedingungen die Bestzeit vor Mark Webber und Romain Grosjean. Vettel erlitt in diesem Training einen Reifenschaden. Giedo van der Garde hatte einen Unfall in der 15. Kurve.
Im dritten freien Training, das bei gutem Wetter stattfand, behielt Vettel die Führung. Alonso wurde Zweiter vor Webber.

### Qualifying

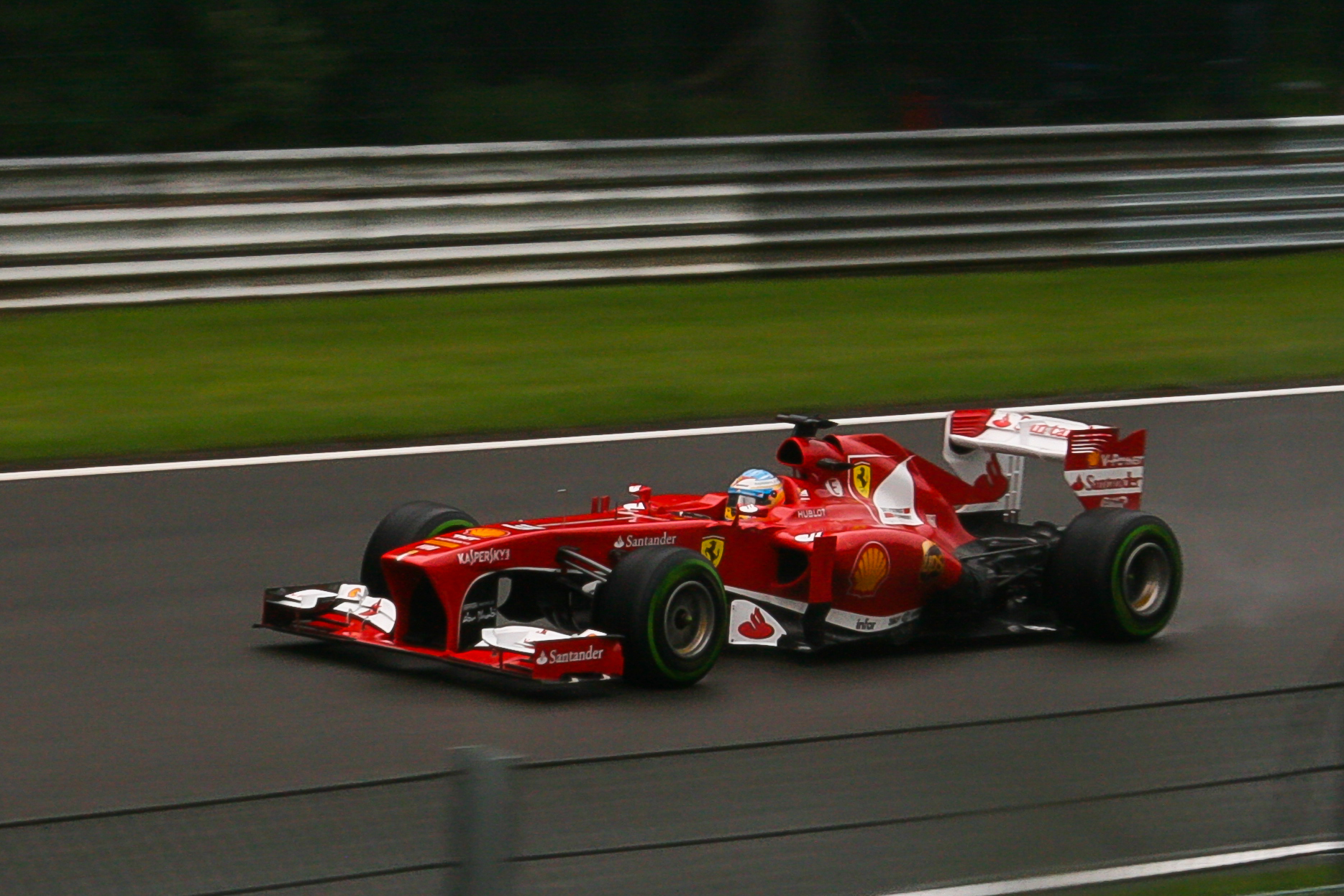
Fernando Alonso im ersten Qualifying-Segment auf Intermediate-Reifen

Vor Beginn des Qualifyings hatte es geregnet, sodass die Piloten auf Intermediate-Reifen begannen. Im Verlauf des ersten Abschnitts hörte der Regen auf und die Strecke trocknete etwas ab. Die meisten Piloten blieben jedoch auf Intermediates. Alonso erzielte auf dieser Mischung die schnellste Zeit. Die Marussia-Piloten sowie van der Garde setzten in der Schlussphase auf Slicks und schafften damit alle die Qualifikation für den nächsten Qualifyingteil. Schnellster auf Slicks war van der Garde, der Gesamtdritter wurde. Die Williams- und Toro Rosso-Piloten sowie Pic und Esteban Gutiérrez schieden aus. Im zweiten Abschnitt verbesserten sich die Wetterbedingungen weiter, sodass alle Piloten Slicks verwendeten. Räikkönen war der Schnellste. Die Marussia-Piloten sowie van der Garde, Sergio Pérez, Sutil und Nico Hülkenberg schieden aus. Für die Marussia-Piloten Max Chilton und Jules Bianchi sowie für van der Garde war es die bis zu diesem Zeitpunkt beste Qualifying-Platzierung in der Formel 1.
Im finalen Abschnitt des Qualifyings gingen bis auf di Resta alle Fahrer mit Slicks auf die Strecke. Da es jedoch zu Beginn anfing zu regnen, wechselten alle Fahrer nach Intermediates. Di Resta, der mit Intermediates begonnen hatte, blieb auf der Strecke und erzielte eine schnellste Runde, die aufgrund zunehmenden Regens zunächst für keinen anderen erreichbar war. Kurz vor dem Ende des Qualifyings hörte der Regen jedoch auf, sodass die Strecke wieder schneller wurde. Bis auf Hamilton, Vettel und Webber waren jedoch schon alle Fahrer abgewunken worden. Hamilton war von diesen drei Piloten der schnellste und erzielte damit die Pole-Position vor Vettel und Webber.

### Rennen

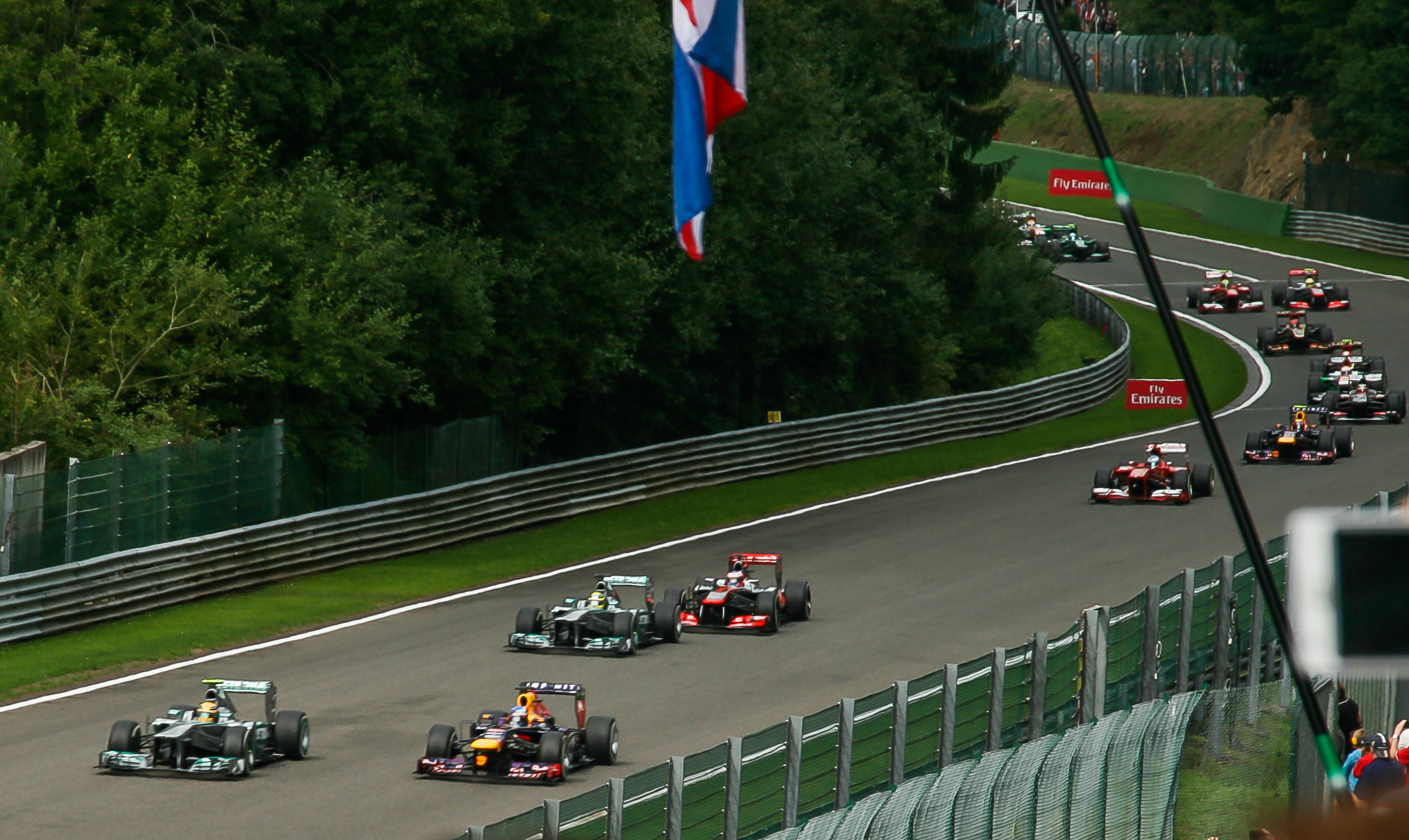
Auf der Kemmel-Geraden geht Vettel (vorne rechts) an Hamilton (vorne links) vorbei

Beim Start auf trockener Strecke behauptete Hamilton die Führung vor Vettel. Während Webber schlecht startete und einige Positionen verlor, machte Alonso beim Start einige Positionen gut. Auf der Kemmel-Geraden kam es zu einem Überholmanöver an der Spitze. Vettel ging aus dem Windschatten an Hamilton, dessen Durchfahrt am Ende der Eau Rouge nicht optimal war, vorbei und setzte sich in den folgenden Runden ab.
In der vierten Runde ging Alonso an Button vorbei. Eine Runde später verlor Button eine weitere Position an Webber. Alonso lag damit auf dem vierten Platz und schloss auf dem vor ihm liegenden Nico Rosberg auf. In der sechsten Runde kam es dann zu einem Positionswechsel auf der dritten Position. Im Mittelfeld gab es ebenfalls Positionskämpfe. Während Pérez seine Position gegen Grosjean behauptete, überholte Räikkönen, der beim Bremsen viel Bremsstaub ausstieß, Hülkenberg. Pérez hatte Grosjean beim Duell zu wenig Platz gelassen, sodass er eine Durchfahrtsstrafe von den Rennkommissaren erhielt. In der Zwischenzeit hatte Pic sein Fahrzeug abgestellt. Ein Ölleck zwang ihn zur Aufgabe an der Box.
In der zehnten Runde begann die Phase der ersten Boxenstopps. Die Mercedes-Piloten blieben auf der weicheren Reifenmischung. Hamilton lag kurz hinter Grosjean, der noch nicht gestoppt hatte. Alonso blieb drei Runden länger als Hamilton auf der Strecke. Er fiel ebenfalls hinter Grosjean zurück und überholte in den ersten zwei Runden nach seinem Boxenstopp zunächst Grosjean und dann Hamilton, der in der La Source etwas zu weit nach außen gekommen war. Hamilton versuchte einen Gegenangriff auf der Kemmel-Geraden, blieb aber erfolglos. Vettel blieb von der Führungsgruppe am längsten auf der Strecke. Er fiel kurz hinter Button, der noch nicht an der Box gewesen war, zurück, überholte ihn jedoch noch in der ersten Runde nach seinem Stopp, sodass Vettel die Führung im Klassement nie abgab. Button ging kurz darauf an die Box. Er plante zunächst eine Ein-Stopp-Strategie, wechselte aber neun Runden vor Ende auf eine Zwei-Stopp-Strategie, da seine Reifen zu sehr abbauten.

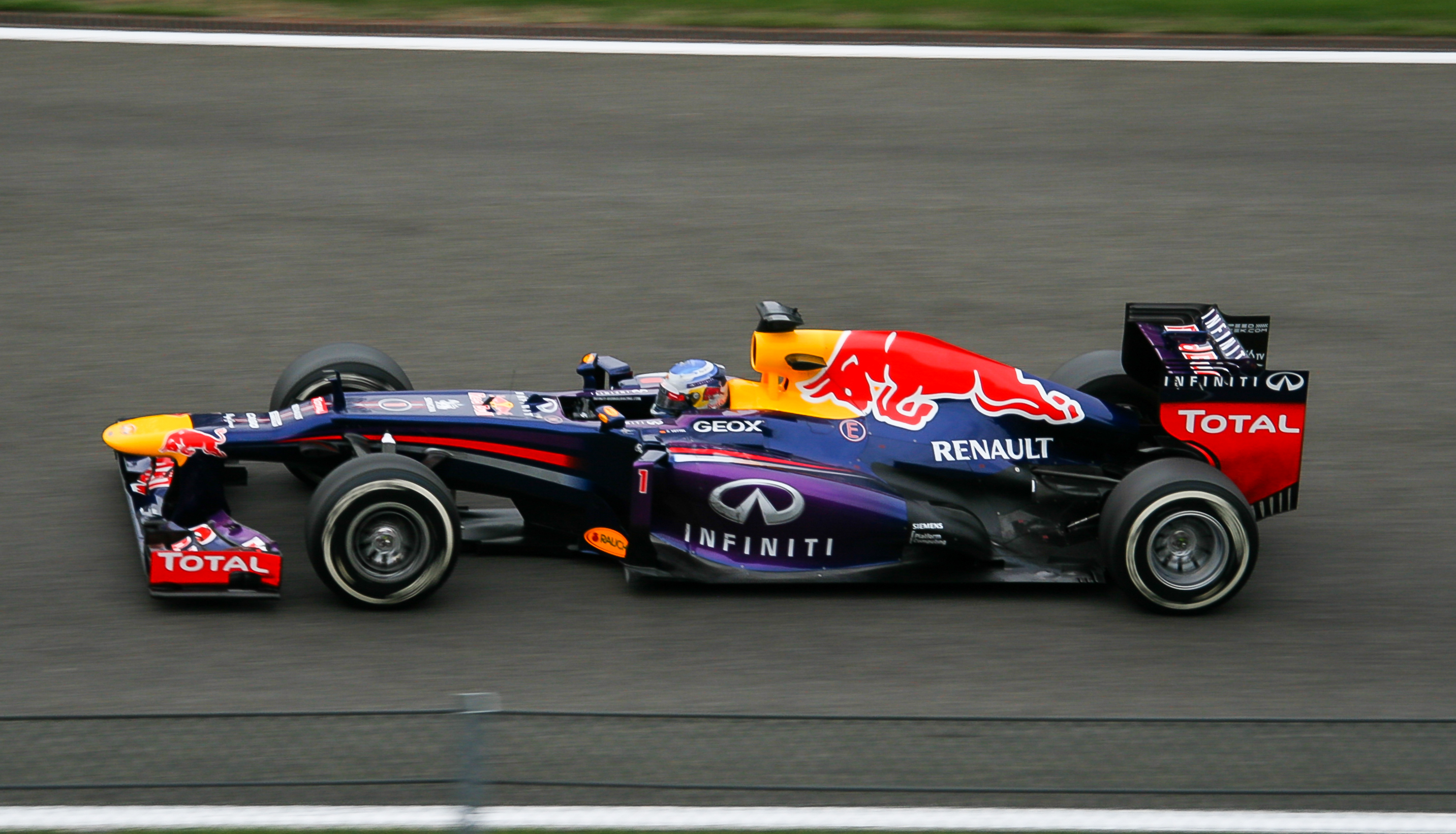
Sebastian Vettel führte das Rennen jede Runde an

In diesem Rennabschnitt gab es einige Überholmanöver im Mittelfeld. Räikkönen ging zunächst an di Resta und eine Runde später an Pérez vorbei. In der darauf folgenden Runde verlor Pérez weitere Positionen, als er von beiden Force-India-Piloten überholt wurde. Di Resta vor der Eau Rouge, Sutil dahinter. Einen Umlauf darauf gab es in Eau Rouge eine Berührung zwischen Sutil und Gutiérrez, bei der beide die Kontrolle über ihr Fahrzeug behielten. Button ging in der Zwischenzeit an Massa und Grosjean vorbei. In der 23. Runde war Grosjean der letzte Fahrer, der seinen ersten Boxenstopp absolvierte. Grosjean war auf einer Ein-Stopp-Strategie.
Kurz nachdem die Phase der zweiten Boxenstopps begonnen hatte, verbremste sich Räikkönen im Duell mit Massa vor der Bus Stop. Räikkönen ging darauf an die Box und gab das Rennen mit einem Bremsdefekt auf. Lotus bestätigte nach dem Rennen, dass ein Abreißvisier, welches sich im Kühlungskanal verfangen hatte, der Grund für den Bremsdefekt war. Das Teil war zwar beim ersten Boxenstopp entfernt worden, allerdings war die Bremsscheibe zu diesem Zeitpunkt schon irreparabel beschädigt gewesen. Es war Räikkönens erster Ausfall nach seinem Comeback 2012. Zudem blieb er nach 27 Top-10-Platzierungen in Folge ohne Punkte. Kurz nach Räikkönens Ausfall gab es bei einem Vierkampf zwischen Gutiérrez, Pastor Maldonado, di Resta und Sutil eine Kollision zwischen di Resta und Maldonado am Anfang der Start-Ziel-Geraden. Di Resta schied bei der Kollision aus. Hamilton ging auch in der zweiten Boxenstoppphase als erster des Führungstrios an die Box. Die ersten drei Positionen blieben unverändert.
Während Vettel das Rennen souverän anführte, gab es im Mittelfeld drei Strafen. Chilton hatte blaue Flaggen ignoriert und wurde mit einer Durchfahrtsstrafe belegt. Mit der gleichen Strafe wurde Gutiérrez bestraft, der die Strecke abgekürzt und dadurch einen Vorteil erhalten hatte. Maldonado erhielt eine 5-Sekunden-Stopp-and-Go-Strafe für die Kollision mit di Resta. In den Top 10 gab es noch ein paar Positionsveränderungen. Sutil und Daniel Ricciardo gingen an Pérez vorbei, der damit aus den Top 10 herausfiel. Massa, dessen KERS im Rennen nicht fehlerfrei funktionierte, überholte Grosjean und belegte die siebte Position. Es blieb bis zum Ende trocken.
Vettel erzielte schließlich seinen fünften Saisonsieg mit etwa 17 Sekunden Vorsprung auf Alonso und 27 Sekunden Vorsprung auf Hamilton. Vettel profitierte davon, dass es nicht anfing zu regnen, da sein Fahrzeug auf trockene Bedingungen abgestimmt war. Vettel gewann zum 31. Mal ein Formel-1-Rennen und zog damit in der ewigen Bestenliste mit Nigel Mansell gleich. Die beiden belegten nach dem Rennen gemeinsam die fünfte Position. Rosberg, Webber, Button, Massa, Grosjean, Sutil und Ricciardo komplettierten die Top 10.
In der Weltmeisterschaft baute Vettel seinen Vorsprung weiter aus. Alonso und Hamilton gingen an Räikkönen vorbei. Mit 46 Punkten Vorsprung auf Alonso hatte Vettel nach dem Rennen den bis dahin größten Punktevorsprung in seiner Formel-1-Karriere. Die ersten drei Positionen bei den Konstrukteuren blieben unverändert.

#### Kommentare der ersten drei Fahrer
„Ich glaube nicht, dass wir erwartet hatten, hier dominant zu sein. Fakt ist, dass uns dies alle überrascht hat. Es ist ein großartiges Ergebnis. Als wir in das Rennen gingen wussten wir, dass unsere Geschwindigkeit im Rennen im Vergleich zu Mercedes uns vielleicht einen kleinen Vorteil verschafft, aber wir wussten nicht, wo wir im Vergleich zu den anderen stehen, besonders Ferrari. Und auch Lotus sah unter trockenen Bedingungen sehr schnell aus.

Es war nicht klar, ob der Regen am Ende des Rennens einsetzen würde, also machten wir weiterhin Druck. Der Vorsprung, über den wir zu diesem Zeitpunkt verfügten, bedeutete, dass wir in der Lage waren, das Rennen von da an zu kontrollieren. Die letzten paar Runden waren nicht allzu stressig.“

„Das heutige Ergebnis zeigt, dass der Ausgang des Qualifyings wenig mit dem Ergebnis am Sonntag zu tun hat. Selbst wenn ich von der Pole gestartet wäre, wäre ich meiner Meinung nach immer noch auf der zweiten Position ins Ziel gekommen, denn Vettel war schneller. Am Start machten wir sofort ein paar Plätze gut, und in kurzer Abfolge überholte ich zunächst Button, dann Rosberg und Hamilton, also fand ich mich selbst um sechs Sekunden hinter Vettel wieder. Aber wenn man sich den Abstand am Ende von 16 Sekunden anschaut, können wir ihm und seinem Team gratulieren.

Das Auto hat unter allen Bedingungen gut funktioniert, zunächst mit einer vollen Ladung Benzin an Bord, und dann am Ende leichter. Hinzu kommt, dass die zusätzliche Geschwindigkeit, die wir auf der Geraden hatten, bedeutete, dass wir überholen konnten, ohne dazu allzu viele Runden zu benötigen.

Wir wissen, dass wir einen Schritt nach vorn gemacht haben, und dass wir etwas der Konkurrenzfähigkeit gutgemacht haben, die wir in den vergangenen Rennen verloren. In Monza und Singapur werden wir in diesem Prozess die nächsten Schritte sehen. Die Updates, die wir in diesem Rennen verwendeten, funktionierten gut, selbst wenn sie für diesen speziellen Kurs gedacht waren, sind sie das Ergebnis von Arbeit, die 24 Stunden am Tag zuhause und an der Strecke erledigt wird. Das lässt uns optimistisch für die kommenden Rennen gestimmt sein, denn unser Ziel bleibt immer noch dasselbe, nämlich bis zum Ende um den Titel zu kämpfen.“

„Ich habe heute alles aus dem Auto herausgequetscht, was ich konnte, aber wir waren einfach nicht so schnell wie Sebastian Vettel und Fernando Alonso. Ich hatte einen guten Start und kam meiner Meinung nach auch gut aus Kurve eins heraus. Aber Sebastian schnappte mich ausgangs der Eau Rouge und ich konnte nicht viel unternehmen, um mich zu verteidigen: Ich wechselte einmal die Linie, was erlaubt ist, aber dann musste ich ihn ziehen lassen.

Danach war es sehr schwierig, an ihm dran zu bleiben und genauso verhielt es sich später im Rennen auch mit Fernando. Wir haben an diesem Wochenende gut gearbeitet, aber Spa und Monza sind aufgrund des geringen Luftwiderstands immer besondere Strecken. Ich glaube, dass wir in Singapur wieder konkurrenzfähiger sein werden. Die Plätze drei und vier sind dennoch ein großartiges Mannschaftsergebnis für uns und diese positive Erkenntnis werden wir zu den nächsten Rennen mitnehmen.“

## Meldeliste
| Team                          | Nr. | Fahrer              | Chassis           | Motor                | Reifen |
| ----------------------------- | --- | ------------------- | ----------------- | -------------------- | ------ |
| Infiniti Red Bull Racing      | 01  | Sebastian Vettel    | Red Bull RB9      | Renault 2.4 V8       | P      |
| Infiniti Red Bull Racing      | 02  | Mark Webber         | Red Bull RB9      | Renault 2.4 V8       | P      |
| Scuderia Ferrari              | 03  | Fernando Alonso     | Ferrari F138      | Ferrari 2.4 V8       | P      |
| Scuderia Ferrari              | 04  | Felipe Massa        | Ferrari F138      | Ferrari 2.4 V8       | P      |
| Vodafone McLaren Mercedes     | 05  | Jenson Button       | McLaren MP4-28    | Mercedes-Benz 2.4 V8 | P      |
| Vodafone McLaren Mercedes     | 06  | Sergio Pérez        | McLaren MP4-28    | Mercedes-Benz 2.4 V8 | P      |
| Lotus F1 Team                 | 07  | Kimi Räikkönen      | Lotus E21         | Renault 2.4 V8       | P      |
| Lotus F1 Team                 | 08  | Romain Grosjean     | Lotus E21         | Renault 2.4 V8       | P      |
| Mercedes AMG Petronas F1 Team | 09  | Nico Rosberg        | Mercedes F1 W04   | Mercedes-Benz 2.4 V8 | P      |
| Mercedes AMG Petronas F1 Team | 10  | Lewis Hamilton      | Mercedes F1 W04   | Mercedes-Benz 2.4 V8 | P      |
| Sauber F1 Team                | 11  | Nico Hülkenberg     | Sauber C32        | Ferrari 2.4 V8       | P      |
| Sauber F1 Team                | 12  | Esteban Gutiérrez   | Sauber C32        | Ferrari 2.4 V8       | P      |
| Sahara Force India F1 Team    | 14  | Paul di Resta       | Force India VJM06 | Mercedes-Benz 2.4 V8 | P      |
| Sahara Force India F1 Team    | 15  | Adrian Sutil        | Force India VJM06 | Mercedes-Benz 2.4 V8 | P      |
| Williams F1 Team              | 16  | Pastor Maldonado    | Williams FW35     | Renault 2.4 V8       | P      |
| Williams F1 Team              | 17  | Valtteri Bottas     | Williams FW35     | Renault 2.4 V8       | P      |
| Scuderia Toro Rosso           | 18  | Jean-Éric Vergne    | Toro Rosso STR8   | Ferrari 2.4 V8       | P      |
| Scuderia Toro Rosso           | 19  | Daniel Ricciardo    | Toro Rosso STR8   | Ferrari 2.4 V8       | P      |
| Caterham F1 Team              | 20  | Heikki Kovalainen   | Caterham CT03     | Renault 2.4 V8       | P      |
| Caterham F1 Team              | 20  | Charles Pic         | Caterham CT03     | Renault 2.4 V8       | P      |
| Caterham F1 Team              | 21  | Giedo van der Garde | Caterham CT03     | Renault 2.4 V8       | P      |
| Marussia F1 Team              | 22  | Jules Bianchi       | Marussia MR02     | Cosworth 2.4 V8      | P      |
| Marussia F1 Team              | 23  | Max Chilton         | Marussia MR02     | Cosworth 2.4 V8      | P      |

Anmerkungen
1. 1 2  Kovalainen fuhr den Caterham mit der Nummer 20 im ersten freien Training. Pic übernahm das Fahrzeug anschließend für das restliche Rennwochenende.

## Klassifikationen

### Qualifying
| Pos.                                                                      | Fahrer              | Konstrukteur         | Q1       | Q2       | Q3       | Start |
| ------------------------------------------------------------------------- | ------------------- | -------------------- | -------- | -------- | -------- | ----- |
| 01                                                                        | Lewis Hamilton      | Mercedes             | 2:00,368 | 1:49,067 | 2:01,012 | 01    |
| 02                                                                        | Sebastian Vettel    | Red Bull-Renault     | 2:01,863 | 1:48,646 | 2:01,200 | 02    |
| 03                                                                        | Mark Webber         | Red Bull-Renault     | 2:01,567 | 1:48,641 | 2:01,325 | 03    |
| 04                                                                        | Nico Rosberg        | Mercedes             | 2:01,099 | 1:48,552 | 2:02,251 | 04    |
| 05                                                                        | Paul di Resta       | Force India-Mercedes | 2:02,338 | 1:48,925 | 2:02,332 | 05    |
| 06                                                                        | Jenson Button       | McLaren-Mercedes     | 2:01,301 | 1:48,641 | 2:03,075 | 06    |
| 07                                                                        | Romain Grosjean     | Lotus-Renault        | 2:02,476 | 1:48,649 | 2:03,081 | 07    |
| 08                                                                        | Kimi Räikkönen      | Lotus-Renault        | 2:01,151 | 1:48,296 | 2:03,390 | 08    |
| 09                                                                        | Fernando Alonso     | Ferrari              | 2:00,190 | 1:48,309 | 2:03,482 | 09    |
| 10                                                                        | Felipe Massa        | Ferrari              | 2:01,462 | 1:49,020 | 2:04,059 | 10    |
| 11                                                                        | Nico Hülkenberg     | Sauber-Ferrari       | 2:01,712 | 1:49,088 | –        | 11    |
| 12                                                                        | Adrian Sutil        | Force India-Mercedes | 2:02,749 | 1:49,103 | –        | 12    |
| 13                                                                        | Sergio Pérez        | McLaren-Mercedes     | 2:02,425 | 1:49,304 | –        | 13    |
| 14                                                                        | Giedo van der Garde | Caterham-Renault     | 2:00,564 | 1:52,036 | –        | 14    |
| 15                                                                        | Jules Bianchi       | Marussia-Cosworth    | 2:02,110 | 1:52,563 | –        | 15    |
| 16                                                                        | Max Chilton         | Marussia-Cosworth    | 2:02,948 | 1:52,762 | –        | 16    |
| 17                                                                        | Pastor Maldonado    | Williams-Renault     | 2:03,072 | –        | –        | 17    |
| 18                                                                        | Jean-Éric Vergne    | Toro Rosso-Ferrari   | 2:03,300 | –        | –        | 18    |
| 19                                                                        | Daniel Ricciardo    | Toro Rosso-Ferrari   | 2:03,317 | –        | –        | 19    |
| 20                                                                        | Valtteri Bottas     | Williams-Renault     | 2:03,432 | –        | –        | 20    |
| 21                                                                        | Esteban Gutiérrez   | Sauber-Ferrari       | 2:04,324 | –        | –        | 21    |
| 22                                                                        | Charles Pic         | Caterham-Renault     | 2:07,384 | –        | –        | 22    |
| 107-Prozent-Zeit: 2:08,603 min (bezogen auf Q1-Bestzeit von 2:00,190 min) |                     |                      |          |          |          |       |

### Rennen
| Pos. | Fahrer              | Konstrukteur         | Runden | Stopps | Zeit        | Start | Schnellste Runde |
| ---- | ------------------- | -------------------- | ------ | ------ | ----------- | ----- | ---------------- |
| 01   | Sebastian Vettel    | Red Bull-Renault     | 44     | 2      | 1:23:42,196 | 02    | 1:50,756 (40.)   |
| 02   | Fernando Alonso     | Ferrari              | 44     | 2      | + 16,869    | 09    | 1:51,383 (36.)   |
| 03   | Lewis Hamilton      | Mercedes             | 44     | 2      | + 27,734    | 01    | 1:51,596 (39.)   |
| 04   | Nico Rosberg        | Mercedes             | 44     | 2      | + 29,872    | 04    | 1:51,582 (39.)   |
| 05   | Mark Webber         | Red Bull-Renault     | 44     | 2      | + 33,845    | 03    | 1:51,397 (31.)   |
| 06   | Jenson Button       | McLaren-Mercedes     | 44     | 2      | + 40,794    | 06    | 1:50,823 (36.)   |
| 07   | Felipe Massa        | Ferrari              | 44     | 2      | + 53,922    | 10    | 1:52,182 (40.)   |
| 08   | Romain Grosjean     | Lotus-Renault        | 44     | 1      | + 55,846    | 07    | 1:52,497 (34.)   |
| 09   | Adrian Sutil        | Force India-Mercedes | 44     | 2      | + 1:09,547  | 12    | 1:52,226 (35.)   |
| 10   | Daniel Ricciardo    | Toro Rosso-Ferrari   | 44     | 2      | + 1:13,470  | 19    | 1:50,967 (38.)   |
| 11   | Sergio Pérez        | McLaren-Mercedes     | 44     | 2      | + 1:21,936  | 13    | 1:53,472 (34.)   |
| 12   | Jean-Éric Vergne    | Toro Rosso-Ferrari   | 44     | 2      | + 1:26,740  | 18    | 1:53,065 (29.)   |
| 13   | Nico Hülkenberg     | Sauber-Ferrari       | 44     | 2      | + 1:28,258  | 11    | 1:53,110 (41.)   |
| 14   | Esteban Gutiérrez   | Sauber-Ferrari       | 44     | 3      | + 1:40,436  | 21    | 1:51,849 (30.)   |
| 15   | Valtteri Bottas     | Williams-Renault     | 44     | 2      | + 1:47,456  | 20    | 1:52,688 (31.)   |
| 16   | Giedo van der Garde | Caterham-Renault     | 43     | 2      | + 1 Runde   | 14    | 1:53,995 (43.)   |
| 17   | Pastor Maldonado    | Williams-Renault     | 43     | 3      | + 1 Runde   | 17    | 1:52,579 (35.)   |
| 18   | Jules Bianchi       | Marussia-Cosworth    | 43     | 2      | + 1 Runde   | 15    | 1:54,894 (37.)   |
| 19   | Max Chilton         | Marussia-Cosworth    | 42     | 3      | + 2 Runden  | 16    | 1:54,924 (31.)   |
| –    | Paul di Resta       | Force India-Mercedes | 26     | 2      | DNF         | 05    | 1:54,757 (21.)   |
| –    | Kimi Räikkönen      | Lotus-Renault        | 25     | 1      | DNF         | 08    | 1:53,688 (20.)   |
| –    | Charles Pic         | Caterham-Renault     | 8      | 0      | DNF         | 22    | 1:57,330 (07.)   |

## WM-Stände nach dem Rennen
Die ersten zehn des Rennens bekamen 25, 18, 15, 12, 10, 8, 6, 4, 2 bzw. 1 Punkt(e).

### Fahrerwertung
| Pos. | Fahrer           | Konstrukteur         | Punkte |
| ---- | ---------------- | -------------------- | ------ |
| 01   | Sebastian Vettel | Red Bull-Renault     | 197    |
| 02   | Fernando Alonso  | Ferrari              | 151    |
| 03   | Lewis Hamilton   | Mercedes             | 139    |
| 04   | Kimi Räikkönen   | Lotus-Renault        | 134    |
| 05   | Mark Webber      | Red Bull-Renault     | 115    |
| 06   | Nico Rosberg     | Mercedes             | 96     |
| 07   | Felipe Massa     | Ferrari              | 67     |
| 08   | Romain Grosjean  | Lotus-Renault        | 53     |
| 09   | Jenson Button    | McLaren-Mercedes     | 47     |
| 10   | Paul di Resta    | Force India-Mercedes | 36     |
| 11   | Adrian Sutil     | Force India-Mercedes | 25     |

| Pos. | Fahrer              | Konstrukteur       | Punkte |
| ---- | ------------------- | ------------------ | ------ |
| 12   | Sergio Pérez        | McLaren-Mercedes   | 18     |
| 13   | Jean-Éric Vergne    | Toro Rosso-Ferrari | 13     |
| 14   | Daniel Ricciardo    | Toro Rosso-Ferrari | 12     |
| 15   | Nico Hülkenberg     | Sauber-Ferrari     | 7      |
| 16   | Pastor Maldonado    | Williams-Renault   | 1      |
| 17   | Valtteri Bottas     | Williams-Renault   | 0      |
| 18   | Esteban Gutiérrez   | Sauber-Ferrari     | 0      |
| 19   | Jules Bianchi       | Marussia-Cosworth  | 0      |
| 20   | Charles Pic         | Caterham-Renault   | 0      |
| 21   | Giedo van der Garde | Caterham-Renault   | 0      |
| 22   | Max Chilton         | Marussia-Cosworth  | 0      |

### Konstrukteurswertung
| Pos. | Konstrukteur         | Punkte |
| ---- | -------------------- | ------ |
| 01   | Red Bull-Renault     | 312    |
| 02   | Mercedes             | 235    |
| 03   | Ferrari              | 218    |
| 04   | Lotus-Renault        | 187    |
| 05   | McLaren-Mercedes     | 65     |
| 06   | Force India-Mercedes | 61     |

| Pos. | Konstrukteur       | Punkte |
| ---- | ------------------ | ------ |
| 07   | Toro Rosso-Ferrari | 25     |
| 08   | Sauber-Ferrari     | 7      |
| 09   | Williams-Renault   | 1      |
| 10   | Marussia-Cosworth  | 0      |
| 11   | Caterham-Renault   | 0      |